# SMS Prinz Eugen (dreadnought)
SMS Prinz Eugen byla třetí ze čtyř rakousko-uherských bitevních lodí typu dreadnought třídy Viribus Unitis. Jméno dostala na počest rakouského vojevůdce prince Evžena Savojského. Její hlavní výzbroj tvořilo dvanáct děl ráže 305 mm (12 palců) ve čtyřech věžích po třech. Postavena byla krátce před první světovou válkou v loděnici Stabilimento Tecnico Triestino v Terstu, kde byl její kýl položen v lednu 1912 a v listopadu téhož roku byla spuštěna na vodu.
Do služby v rakousko-uherském námořnictvu byl uveden pouhých 10 dní po atentátu na arcivévodu Františka Ferdinanda a spolu s dalšími loděmi své třídy byl součástí 1. bitevní divize rakousko-uherského námořnictva. Kotvil v rakousko-uherské námořní základně v Pule. Poprvé se do boje dostal během bombardování Ancony po italském vyhlášení války Rakousku-Uhersku v květnu 1915, ale po zbytek války se účastnil jen několika bojových akcí kvůli blokádě Otrantském průlivu, která rakousko-uherskému námořnictvu bránila opustit Jaderské moře. V červnu 1918 byl součástí sil připravených k nakonec odvolanému nájezdu rakousko-uherského námořnictva na Otrantskou úžinu ve snaze získat bezpečnější průchod německých a rakousko-uherských ponorek Otranským průlivem. Od útoku bylo upustěno poté, co byla 10. června zasažena torpédy z italského člunu jeho sesterská loď Szent István a následně potopena.
Po potopení Szent Istvánu se Prinz Eugen a zbývající sesterské lodě Viribus Unitis a Tegetthoff vrátily do přístavu v Pule, kde už zůstaly po zbytek války. V říjnu 1918 se po prohrané válce rozhodla rakousko-uherská vláda převést většinu námořnictva do nově vytvořeného státu Slovinců, Chorvatů a Srbů, aby se vyhnula nutnosti předat loď spojencům. Tento převod však nebyl uznán příměřím ve Villa Giusti, podepsaným mezi Rakousko-Uherskem a spojenci v listopadu 1918. Podle podmínek smlouvy ze Saint-Germain-en-Laye byl Prinz Eugen předán Francii. Francouzské námořnictvo následně z lodi odmontovalo všechno cenné, včetně hlavní výzbroje, kterou předalo k inspekci a poté bitevní loď použila jako plovoucí terč pro letecké bombardování a torpéda. Po prvním potopení byla loď vyzdvižena, provizorně opravena a 28. června 1922, přesně osm let po atentátu na arcivévodu Františka Ferdinanda, už byla definitivně potopena palbou bitevních lodí Bretagne a France poblíž Toulonu.